# Jari Turunen
Jari Pekka Kalervo Turunen, född 25 februari 1961 i Kerimäki, död 9 maj
2023 i Joensuu, var en finländsk fysiker. 
Turunen var forskare och lärare vid Tekniska högskolan i Helsingfors 1984–1990, blev teknologie doktor 1990 och verkade vid Heriot-Watt University i Edinburgh 1990–1993. Han var professor i optoelektronik vid Joensuu universitet 1994–1999 och blev professor i fysik där 2000. Han var akademiprofessor 2005–2010. Han har bedrivit forskning inom optik (diffraktion, koherens och nanolitografi) och han har författat ett hundratal artiklar och ett stort antal konferensartiklar från detta område.